# Investigator Group
Investigator Group är en ö i Australien. Den ligger i delstaten South Australia, omkring 400 kilometer väster om delstatshuvudstaden Adelaide. Arean är 40 kvadratkilometer. Den sträcker sig 10,7 kilometer i nord-sydlig riktning, och 9,3 kilometer i öst-västlig riktning.
Genomsnittlig årsnederbörd är 478 millimeter. Den regnigaste månaden är juni, med i genomsnitt 102 mm nederbörd, och den torraste är oktober, med 11 mm nederbörd.